# Joel Mokyr
Joel Mokyr, né le 26 juillet 1946, est un historien de l'économie américano-israélien né aux Pays-Bas. Professeur d'économie et d'histoire à l'université Northwestern, où il enseigne depuis 1974, il est nommé, en 1994, professeur « Robert H. Strotz » des arts et des sciences. Il est également professeur à l'Eitan Berglas School of Economics de l'université de Tel Aviv.

## Biographie

### Famille
Joel Mokyr naît à Leyde, aux Pays-Bas. Son père, fonctionnaire, et sa mère sont des Juifs hollandais qui ont survécu à la Shoah. Son père meurt d'un cancer quand il n'a qu'un an ; il est alors élevé par sa mère à Haïfa, en Israël.

### Formation
Il obtient un baccalauréat en économie et histoire de l'université hébraïque de Jérusalem, en 1968, puis un master en économie en 1972 et un doctorat en économie en 1974, tous deux de l'université Yale. Sa thèse portant sur « Croissance et stagnation industrielles aux Pays-Bas, 1800-1850 » est dirigée par William N. Parker.

### Carrière
Après avoir terminé son doctorat à l'université Yale, Mokyr commence à travailler à l'université Northwestern en 1974. Ancien rédacteur en chef du Journal of Economic History et président de l'Economic History Association, il est rédacteur en chef de l'Oxford Encyclopedia of Economic History.
Il continue d'être rédacteur en chef d'une série de livres publiée par Princeton University Press, The Princeton University Press Economic History of the Western World. Ancien président du département d'économie et président de l'Association d'histoire économique, il est membre de l'Académie américaine des arts et des sciences et d'institutions comparables en Europe. Il est également de rédacteur des Essais en histoire économique et commerciale.

### Distinctions
- 2001 : Membre étranger de l'Académie royale néerlandaise des arts et des sciences[4]
- 2006 : Prix biennal Heineken pour l'histoire de l'Académie royale néerlandaise des arts et des sciences[5]
- 2015 : Prix international Balzan pour l'histoire économique[6]

## Recherche

### Révolution industrielle
Mokyr postule que la révolution industrielle était le résultat de la culture et des institutions. Il soutient que la racine de la modernité réside dans « l'émergence d'une croyance en l'utilité du progrès », et que « ce fut un tournant lorsque les intellectuels ont commencé à concevoir la connaissance comme cumulative ».
Mokyr soutient en outre que la fragmentation politique (la présence d'un grand nombre d'États européens) a permis aux idées hétérodoxes de prospérer, car les entrepreneurs, les innovateurs, les idéologues et les hérétiques pourraient facilement fuir vers un État voisin dans le cas où l'État unique essayait de supprimer leurs idées et leurs activités. C'est ce qui distingue l'Europe des grands empires unitaires technologiquement avancés tels que la Chine et l'Inde. La Chine avait à la fois une presse à imprimer et des caractères mobiles, et l'Inde avait des niveaux de réussite scientifique et technologique similaires à ceux de l'Europe en 1700, mais la révolution industrielle se produirait en Europe, pas en Chine ou en Inde. En Europe, la fragmentation politique s'est accompagnée d'un « marché intégré des idées » où les intellectuels européens utilisaient la lingua franca du latin, avaient une base intellectuelle partagée dans l'héritage classique européen et l'institution paneuropéenne de la République des Lettres.

#### Une culture de la croissance, réception critique
Mokyr présente ses explications sur la révolution industrielle dans le livre de 2016 A Culture of Growth: The Origins of the Modern Economy.
Le livre reçoit des critiques positives. Deirdre McCloskey le décrit comme un « livre brillant… C'est long, mais toujours intéressant, voire spirituel. Il maintient l'intérêt jusqu'à la page 337… Le livre n'est pas une lecture sur la plage. Mais vous le terminerez de manière impressionnante en apprenant comment nous en sommes arrivés là où nous en sommes dans le monde moderne. » Dans son compte rendu, McCloskey salue en outre Mokyr comme un « scientifique économique digne d'un prix Nobel ». 
Dans une revue publiée dans Nature, Bradford DeLong constat que s'il favorisait d'autres explications de la révolution industrielle, « je ne serais pas très surpris si je me trompais, et le mémoire de Mokyr… s'est avéré être l'analyse la plus largement correcte… Une culture de croissance me fait certainement repenser. »
L'historienne de l'économie de Cambridge, Victoria Bateman, écrit : « En soulignant les facteurs de croissance qui vont au-delà de l'État ou du marché, le livre de Mokyr est le bienvenu. Cela pourrait également alimenter les discussions sur la communauté scientifique après le Brexit. En ravivant l’accent mis sur la culture, il sera toutefois controversé, en particulier parmi les économistes. Cependant, une fine distinction de définition est à considérer entre la "culture en tant qu'idées, socialement apprises" et "la culture en tant qu'héritage transmis génétiquement". » Cet article de The Economist rend la distinction claire.
Le livre est également apprécié par Diane Coyle, Peer Vries, Mark Koyama, Enrico Spolaore, et The Economist.

### Résistance aux nouvelles technologies
Mokyr décrit trois raisons pour lesquelles les sociétés résistent aux nouvelles technologies :
- Les titulaires qui craignent une menace pour leur pouvoir et leurs rentes économiques
- Préoccupation concernant les répercussions sociales et politiques plus larges (effets d'entraînement involontaires")
- Aversion au risque et aux pertes : les nouvelles technologies ont souvent des « conséquences imprévues et inconnaissables »

« Ces trois motifs fusionnent souvent et créent des forces puissantes qui utilisent le pouvoir politique et la persuasion pour contrecarrer les innovations. En conséquence, le progrès technologique ne suit pas une trajectoire linéaire et nette. Il s'agit, comme les constructeurs sociaux tentent de nous le dire depuis des décennies, d'un processus profondément politique. »

## Publications
- 1976 : Industrialisation aux Pays-Bas, 1795–1850
- 1983 : Why Ireland Starved: An Analytical and Quantitative Study of Irish Poverty, 1800–1851
- 1985 : The Economics of the Industrial Revolution (éd.)
- 1990 : Vingt-cinq siècles de changement technologique : une étude historique
- 1990 : Le Levier des richesses : créativité technologique et progrès économique[18]
- 1991 : The Vital One: Essays in Honour of Jonathan Hughes (éd.)
- 1993 : La Révolution industrielle britannique : une perspective économique (éd.)
- 2002 : Les Dons d'Athéna : origines historiques de l'économie de la connaissance
- 2003 : The Oxford University Press Encyclopedia of Economic History (rédacteur en chef)
- 2009 : The Invention of Enterprise: Entrepreneurship from Ancient Mésopotamia to Modern Times (co-éditeur)
- 2009 : L'économie éclairée : une histoire économique de la Grande-Bretagne 1700–1850
- 2016 : Une culture de croissance : les origines de l'économie moderne